# Dysschema crassifascia
Dysschema crassifascia är en fjärilsart som beskrevs av Erich Martin Hering 1925. Dysschema crassifascia ingår i släktet Dysschema och familjen björnspinnare. Inga underarter finns listade i Catalogue of Life.